# LTE-M
LTE-M o LTE-MTC ("Comunicació de tipus de màquina d'evolució a llarg termini"), és un tipus d'estàndard de tecnologia de comunicació per ràdio de xarxa d'àrea àmplia de baixa potència desenvolupat per 3GPP per a màquina a màquina i Internet de les coses (IoT) aplicacions. LTE-M inclou eMTC ("Comunicació de tipus de màquina millorada"), també coneguda com LTE Cat-M1, l'especificació del qual es va congelar a la versió 13 de 3GPP (LTE Advanced Pro), el juny de 2016.
Les tecnologies IoT 3GPP competidores inclouen NB-IoT i EC-GSM-IoT. L'avantatge de LTE-M sobre NB-IoT és la seva velocitat de dades, mobilitat i veu a la xarxa comparativament més alta, però requereix més amplada de banda, és més costós i no es pot posar a la banda de protecció de la banda de freqüència de moment. En comparació amb el mòdem LTE Release 12 Cat-0, es diu que un model LTE-M és un 80% menys car (en termes de facturació de materials), suporta una cobertura de fins a 18 dB millor i una vida útil de la bateria que pot durar fins a varis anys. El març de 2019, la Global Mobile Suppliers Association va informar que més de 100 operadors havien desplegat/llançat xarxes NB-IoT o LTE-M.
Estàndards cel·lulars de banda estreta 3GPP
| - v - t - e                | LTE Cat 1   | LTE Cat 1 bis | LTE-M              | LTE-M              | LTE-M               | LTE-M              | NB-IoT                                           | NB-IoT           | EC-GSM-IoT                           |
| - v - t - e                | LTE Cat 1   | LTE Cat 1 bis | LC-LTE/MTCe        | eMTC               | eMTC                | eMTC               | NB-IoT                                           | NB-IoT           | EC-GSM-IoT                           |
| - v - t - e                | LTE Cat 1   | LTE Cat 1 bis | LTE Cat 0          | LTE Cat M1         | LTE Cat M2          | non-BL             | LTE Cat NB1                                      | LTE Cat NB2      | EC-GSM-IoT                           |
| -------------------------- | ----------- | ------------- | ------------------ | ------------------ | ------------------- | ------------------ | ------------------------------------------------ | ---------------- | ------------------------------------ |
| versió 3GPP                | Release 8   | Release 13    | Release 12         | Release 13         | Release 14          | Release 14         | Release 13                                       | Release 14       | Release 13                           |
| Velocitat pic de baixada   | 10 Mbit/s   | 10 Mbit/s     | 1 Mbit/s           | 1 Mbit/s           | ~4 Mbit/s           | ~4 Mbit/s          | 26 kbit/s                                        | 127 kbit/s       | 474 kbit/s (EDGE) 2 Mbit/s (EGPRS2B) |
| Velocitat pic de pujada    | 5 Mbit/s    | 5 Mbit/s      | 1 Mbit/s           | 1 Mbit/s           | ~7 Mbit/s           | ~7 Mbit/s          | 66 kbit/s (multi-tone) 16.9 kbit/s (single-tone) | 159 kbit/s       | 474 kbit/s (EDGE) 2 Mbit/s (EGPRS2B) |
| Latència                   | 50–100 ms   |               | not deployed       | 10–15 ms           |                     |                    | 1.6–10 s                                         |                  | 700 ms – 2 s                         |
| Nombre d'Antenes           | 2           | 1             | 1                  | 1                  | 1                   | 1                  | 1                                                | 1                | 1–2                                  |
| Mode                       | Full Duplex |               | Full o Half Duplex | Full o Half Duplex | Full or Half Duplex | Full o Half Duplex | Half Duplex                                      | Half Duplex      | Half Duplex                          |
| Ample de banda de recepció | 1.4–20 MHz  |               | 1.4–20 MHz         | 1.4 MHz            | 5 MHz               | 5 MHz              | 180 kHz                                          | 180 kHz          | 200 kHz                              |
| Cadenes de recepció        | 2 (MIMO)    |               | 1 (SISO)           | 1 (SISO)           | 1 (SISO)            | 1 (SISO)           | 1 (SISO)                                         | 1 (SISO)         | 1–2                                  |
| Potència de transmissió    | 23 dBm      | 23 dBm        | 23 dBm             | 20 / 23 dBm        | 20 / 23 dBm         | 20 / 23 dBm        | 20 / 23 dBm                                      | 14 / 20 / 23 dBm | 23 / 33 dBm                          |

Desplegaments
Al març de 2019, l'Associació Global de Proveïdors de Mòbils havia identificat:
- 60 operadors de 35 països que inverteixen en xarxes LTE-M.
- 34 d'aquests operadors de 24 països havien desplegat les seves xarxes.